# Annales Xantenses
Die Annales Xantenses, Xantener Annalen oder Xantener Jahrbücher sind ein im ostfränkischen Reich des 9. Jahrhunderts entstandenes Annalenwerk. 
Die Entstehung des ersten Teils am Niederrhein, wohl in Gannetia (Gent bei Nimwegen), gilt mittlerweile als gesichert, die Zuschreibung an den Kleriker Gerward als sehr wahrscheinlich. Auf der Flucht vor den Normannen ist Gerward wohl mit dem Manuskript nach Köln gekommen und dort verstorben. Um 870 setzte ein unbekannter zweiter Verfasser die Arbeit an den Annalen bis 873 fort und überarbeitete auch den alten Teil. Der Beginn dieser Überarbeitung wird auf das Jahr 861 festgelegt. Beide Verfasser begegnen ihrem jeweiligen Herrscher (Lothar II. und Ludwig dem Deutschen) mit Sympathie, dennoch sind die Annales Xantenses keine Reichsannalen des Mittelalters. Eine Verbindung zur Hofkapelle ist bei keinem der Autoren feststellbar. Eine Benutzung bei einem späteren Geschichtsschreiber ist nicht nachweisbar. 
Georg Heinrich Pertz entdeckte 1827 in einer Handschrift des Britischen Museums die Annales Xantenses. Die gewählte Benennung des Werkes geht darauf zurück, dass der Verfasser die erwähnte Verwüstung Xantens durch die Normannen unmittelbar erlebt hat. Ein Hinweis auf den Ort ist damit jedoch nicht gegeben. Die Annales Xantenses erzeugten in den letzten Jahrzehnten nur geringes Forschungsinteresse.

## Textausgaben
- Annales Xantenses. In: Bernhard von Simson (Hrsg.): Scriptores rerum Germanicarum in usum scholarum separatim editi 12: Annales Xantenses et Annales Vedastini. Hannover 1909, S. 1–39 (Monumenta Germaniae Historica, Digitalisat)
- Quellen zur karolingischen Reichsgeschichte. Teil 2: Jahrbücher von St. Bertin, Jahrbücher St. Vaast, Xantener Jahrbücher, bearb. von Reinhold Rau, 3., gegenüber der 2. um einen Nachtrag erweiterte Auflage, Darmstadt 2002, ISBN 978-3-534-74311-7, S. 339–371.